# Carmen Moser
Carmen Moser (* 7. März 1995) ist eine ehemalige deutsche Handballspielerin.

## Karriere
Carmen Moser spielte in der Jugend für die Kurpfalz Bären. 2012 wechselte sie zur HSG Bensheim/Auerbach in die 2. Bundesliga. 2013 gelang ihnen der Aufstieg in die 1. Bundesliga, aus welcher sie nach einer Saison wieder abstiegen. 2016 kehrte sie zu den Kurpfalz Bären zurück, welche zuvor in die 2. Bundesliga aufgestiegen waren. 2020 stiegen sie in die 1. Bundesliga auf. Nachdem es in der Saison 2019/20 keinen Absteiger gab und sie somit in der ersten Saison den Klassenerhalt erreichen konnten, wechselte Moser zum Ligakonkurrenten Sport-Union Neckarsulm. Gegen Ende der Saison 2020/21 zog sie sich einen Kreuzbandriss zu. Im Sommer 2023 wechselte sie zum Zweitligisten Frisch Auf Göppingen und stieg in dieser Saison mit Göppingen in die 1. Bundesliga auf. Nach der Saison 2024/25 beendete sie ihre Karriere.
Mit der deutschen Juniorinnen-Nationalmannschaft belegte sie den 10. Platz bei der U19-Europameisterschaft 2013.